# Robbie Williams

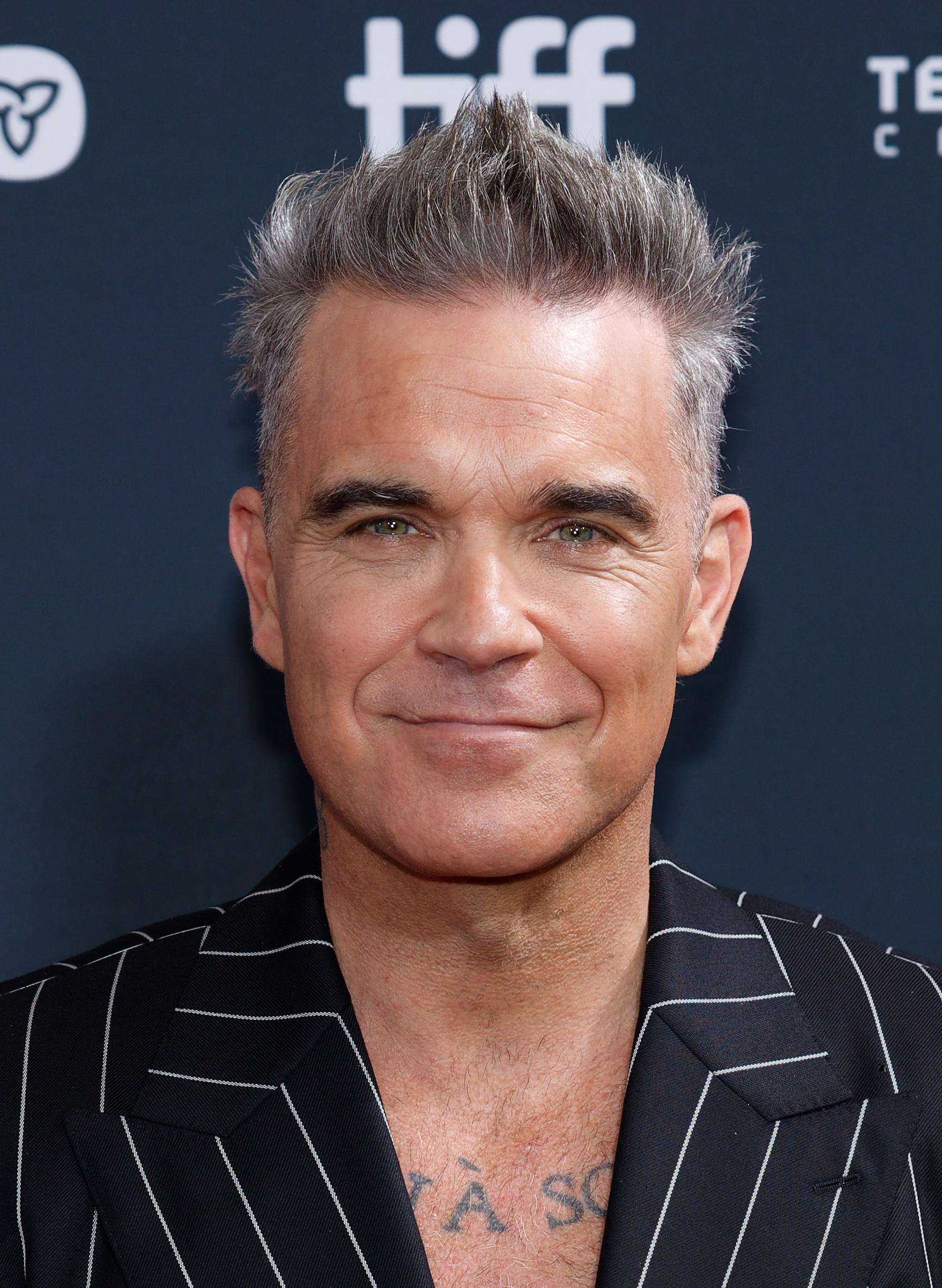
Robbie Williams (2024)

Robert Peter „Robbie“ Williams (* 13. Februar 1974 in Stoke-on-Trent) ist ein britischer Sänger und Songwriter. Er wurde 1990 als Mitglied der Boygroup Take That bekannt und ist seit seinem Ausstieg 1995 auch als Solokünstler mit Titeln wie Angels, Let Me Entertain You, Feel oder Eternity/The Road to Mandalay erfolgreich.
Seine Tonträger wurden weltweit mehr als 77 Millionen Mal verkauft. Er erhielt mit 18 BRIT Awards mehr als jeder andere britische Künstler sowie 2006 einen Eintrag im Guinness-Buch der Rekorde für 1,6 Millionen an einem einzigen Tag verkaufte Eintrittskarten für seine Welttournee Close Encounters Tour.

## Leben

### Kindheit und Jugend
Robbie Williams wurde 1974 in Tunstall geboren, einem Stadtteil von Stoke-on-Trent im englischen Staffordshire, und wuchs im Nachbarort Burslem auf. Seine Mutter Janette Farrell und sein Vater Peter Williams betrieben gemeinsam ein Pub, das Red Lion. Sein Großvater mütterlicherseits, Jack Farrell, war ein irischer Katholik; nach ihm benannte Williams sein 2011 gegründetes Modelabel Farrell. Seiner Großmutter väterlicherseits, Betty, die in einer Töpferei arbeitete, widmete Williams das tätowierte „B“ hinter seinem linken Ohr. Sein Großvater väterlicherseits war Maurer.
Der Vater Peter Williams verließ die Familie, als sein Sohn drei Jahre alt war, um als Varietékünstler in britischen Feriencamps aufzutreten. Robbie Williams wuchs gemeinsam mit einer Halbschwester auf, die aus einer früheren Ehe der Mutter hervorgegangen war. Durch regelmäßige Besuche bei seinem Vater wurde er in seinem Wunsch beeinflusst, im Rampenlicht zu stehen. Von seinem Vater hat er auch die Liebe zur Swing-Musik und zu deren Interpreten, vor allem Frank Sinatra, Sammy Davis Junior und Dean Martin. Diese bezeichnet er bis heute als seine Vorbilder.
Von klein auf sammelte Williams Bühnenerfahrung. Er gewann seinen ersten Talentwettbewerb im Alter von drei Jahren und spielte in verschiedenen Vereinen Theater. Auftritte hatte er zum Beispiel im Alter von zwölf Jahren als „Fat Boy“ in Pickwick und mit 14 Jahren als Artful Dodger in Oliver Twist.
Williams hat keinen Schulabschluss. Nach eigener Angabe ist er zwar zu den Prüfungen für das GCSE angetreten, jedoch erfolglos. Wie in seiner Biografie Feel nachzulesen ist, hat er bereits vor seiner Take-That-Zeit angefangen, mit Drogen zu experimentieren und Alkohol zu trinken. Nach dem Verlassen der Schule absolvierte er ein Praktikum bei einem Radiosender und arbeitete als Haustürvertreter für Fensterrahmen.

### Karitatives Engagement

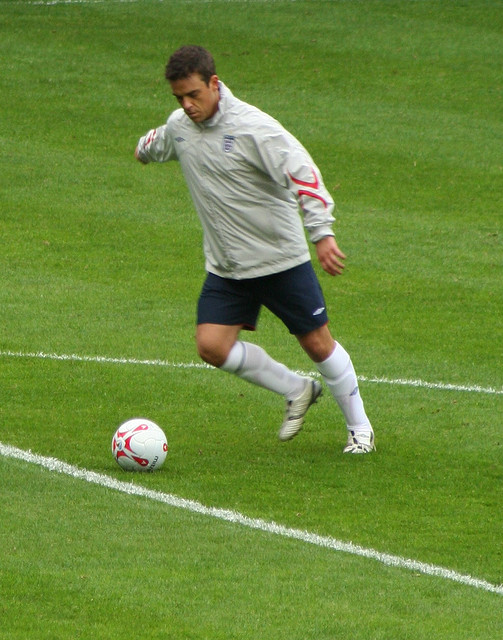
Robbie Williams beim Soccer Aid 2006

2000 gründete Williams mit den Einnahmen eines Werbevertrages mit Pepsi die Wohltätigkeitsorganisation Give It Sum: Sie leistet Hilfe zur Selbsthilfe für gemeinnützige Vereine in Williams’ Heimat, der Grafschaft Staffordshire. Seit 2001 ist er offizieller UNICEF-Botschafter.
Nachdem sich Liam Gallagher von Oasis und Williams gegenseitig beleidigt hatten - so bezeichnete Gallagher Williams als „fetten Tänzer“ und Williams nannte Gallagher einen „gemeinen Zwerg“ - forderte Williams Gallagher bei den BRIT Awards im Jahre 2000 zu einem Boxkampf heraus. Das Preisgeld von 100.000 Pfund und die Einnahmen durch die TV-Übertragung sollten einem karitativen Zweck gespendet werden. Mit der Begründung, dass dieser Kampf nichts mit Musik zu tun habe, lehnte Gallagher ab. 2020 forderte Williams ihn erneut heraus. Das gesammelte Geld sollte an den National Health Service gespendet werden. Gallagher ignorierte auch die zweite Herausforderung.
Im Rahmen eines 2006 von Williams mitbegründeten Projekts findet alle zwei Jahre ein Fußballspiel zwischen Prominenten und ehemaligen Profi-Fußballern statt, dessen Einnahmen wohltätigen Zwecken zugutekommen. 2006, 2010 und 2012 stand Williams selbst auf dem Platz.

### Privates

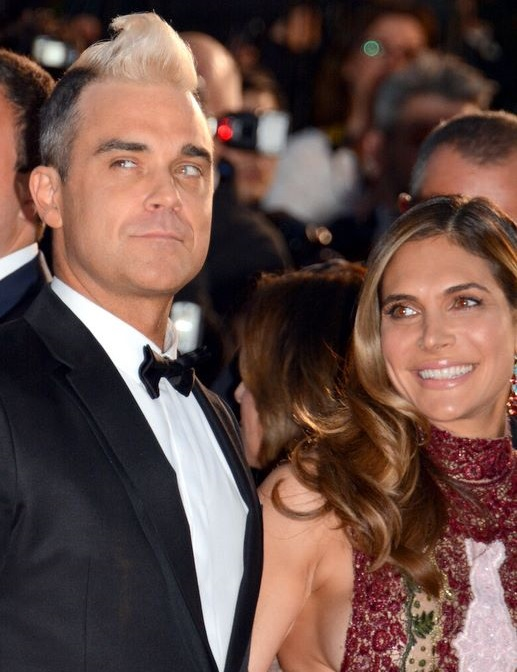
Williams mit seiner Frau Ayda Field (2015)

Seit Beginn seiner Karriere hat Williams mit Alkohol-, Drogen- und später auch mit Medikamentenabhängigkeit zu kämpfen. Zuletzt ließ er sich im Februar 2007 laut einer offiziellen Pressemitteilung aufgrund seiner Abhängigkeit von verschreibungspflichtigen Medikamenten in den USA in ein Rehabilitationszentrum einweisen. Ende der 1990er Jahre war er mit Nicole Appleton, einer Sängerin der britischen Girlgroup All Saints, verlobt. Im Jahr 2000 war er zudem vorübergehend in einer Beziehung mit Geri Halliwell, die zuvor durch die Girlgroup Spice Girls bekannt geworden war.
Williams hat seinen Wohnsitz in Kalifornien und ist seit 2010 mit der türkisch-US-amerikanischen Schauspielerin Ayda Field verheiratet, mit der er seit 2006 eine Beziehung führt. Das Paar hat eine 2012 geborene Tochter und einen Sohn (* 2014); im September 2018 kam eine weitere Tochter durch eine Leihmutter zur Welt. Im Februar 2020 wurde bekannt, dass die beiden erneut Eltern eines Sohnes geworden sind. Er gilt als leidenschaftlicher Golfer und besitzt im noblen Genfer Vorort Vandœuvres eine 29-Millionen-Franken-Villa.
Im Juni 2020 äußerte Williams in einem Interview, die angebliche „Pizzagate“-Verschwörung sei seiner Meinung nach nicht widerlegt. Im Juli 2023 machte Williams öffentlich, zeit seines Lebens eine körperdysmorphe Störung zu haben.

## Musikalische Karriere

### 1989–1995: Mitglied und Trennung vonTake That
Als seine Mutter 1989 eine Anzeige entdeckte, in der Jungen für eine Boygroup gesucht wurden, meldete sie den 15-Jährigen zum Auswahlverfahren an, bei dem die späteren Mitglieder von Take That ermittelt wurden. Zunächst nur als Ersatz unter Vertrag genommen, wurde Williams schon bald festes Mitglied von Take That. Die Gruppe wurde zur kommerziell erfolgreichsten Boygroup der 1990er Jahre mit zahlreichen Top-Ten-Erfolgen in der ganzen Welt und Williams, obwohl lediglich bei den Songs Could It Be Magic, Everything Changes und I Found Heaven als Hauptsänger zu hören, war das populärste Mitglied.
Am 17. Juli 1995 wurde bekanntgegeben, dass Williams nach Drogen- und Partyexzessen die Band verlassen müsse. Er selbst, unzufrieden mit seiner Rolle in der Gruppe, war nicht mehr bereit, sich an die vom Management vorgegebenen strikten – und sämtliche Bereiche des privaten und öffentlichen Lebens betreffenden – Reglementierungen zu halten. Vereinbarungen mit dem Management von Take That besagten, dass eine Robbie-Williams-Solo-Single erst nach der von Gary Barlow erscheinen durfte. Durch einen Rechtsstreit konnte sich Williams aus diesem Vertrag freikaufen. Nach der Trennung von Take That wurde seine Drogen- und Alkoholsucht von der britischen Regenbogenpresse ausführlich dokumentiert. Außerdem wurde er u. a. vom ehemaligen Take-That-Manager Nigel Marin-Smith erfolgreich auf Schadensersatz verklagt.
Die verbliebenen vier Mitglieder führten Take That für knapp ein Dreivierteljahr fort, bevor sich die Gruppe am 13. Februar 1996, Williams’ 22. Geburtstag, auflöste. In Deutschland mussten zeitweise Seelsorge-Hotlines eingerichtet werden, um enttäuschte Fans zu trösten. Im Juli 2010 erfolgte nach 15 Jahren eine kurzzeitige Wiedervereinigung von Williams und der 2005 wiedergegründeten Gruppe.

### 1996–1997: Beginn der Solokarriere und DebütalbumLife Thru a Lens
Im August 1996 wurde Freedom – als Coverversion eines George-Michael-Hits – veröffentlicht. Nachdem Williams Take That verlassen hatte, nahm er seine Version auf, da der Song zu seiner Stimmung und Ansicht über den Austritt gepasst habe. Diese Version erreichte in den britischen Charts Platz 2 und war somit 26 Plätze höher als das Original zu der damaligen Zeit. Bis zum Jahr 2010 erschien die Coverversion auf keinem Album, erstmals nach vierzehn Jahren allerdings auf der Kompilation In and Out of Consciousness: Greatest Hits 1990–2010.
1997 fand Williams mit ie:music ein geeignetes Management, mit dem er bis heute zusammenarbeitet. Im April 1997 erschien Old Before I Die als Lead-Single für sein bevorstehendes Debütalbum. Er belegte mit dem Titel Platz 2 der britischen Musikcharts und erzielte Silberstatus. Im deutschsprachigen Raum platzierte es sich auf Platz 30 in den Ö3 Austria Top 40 und in der Schweizer Hitparade sowie auf Platz 37 in den Deutschen Singlecharts. Mit Lazy Days folgte im Juli des Jahres die zweite Vorab-Single, die weniger erfolgreich wurde und sich auf Platz 8 in Großbritannien sowie auf Platz 90 in Deutschland platzierte. Die dritte Singleauskopplung South of the Border verfehlte die Charts im deutschsprachigen Raum gänzlich und kam auf Platz 14 in den britischen Charts. Das Debütalbum Life Thru a Lens (eine Anspielung auf sein Leben im Fokus der Öffentlichkeit) entstand in Zusammenarbeit mit dem studierten Komponisten und Pianisten Guy Chambers, der sich auch an den kommenden vier Alben als Williams’ Co-Autor und Produzent beteiligte, und wurde Ende September 1997 veröffentlicht. Das Album erreichte Nummer-eins in den britischen Charts und Achtfachplatin sowie Gold-Status in Deutschland und der Schweiz. Die Veröffentlichung seiner vierten Single Angels im Dezember 1997 brachte ihm den endgültigen musikalischen Durchbruch. Das Lied wurde in Deutschland und der Schweiz zu einem Top-Ten-Hit, in Österreich erreichte das Stück Rang 12. Williams’ Debütalbum Life Thru a Lens hielt sich in der Folge des Erfolgs seiner vierten Single für 48 Wochen in den britischen Top Ten.

### 1998–1999:Let Me Entertain YouundI’ve Been Expecting You
Im März 1998 veröffentlichte Williams mit Let Me Entertain You seine fünfte und zugleich letzte Single aus seinem Debütalbum Life Thru a Lens. Der Titel kam in den britischen Musikcharts auf Platz 3 und erzielte mit 645.000 verkauften Tonträgern Platin-Status. Obwohl Let Me Entertain You die Charts im deutschsprachigen Raum gänzlich verfehlte, zählt der Song zu seinen bekanntesten Stücken und ist auf Best-of-Kompilationen enthalten, wie bei seiner im Oktober 2004 erschienenen Kompilation Greatest Hits. Das Musikvideo zum Lied entstand unter der Regie von Vaughan Arnell und stellt eine Reminiszenz an die Band Kiss dar. Williams übernahm im Video die Rolle des Gene Simmons.
Im September 1998 erschien der an die von Nancy Sinatra interpretierte James-Bond-Musik You Only Live Twice von John Barry angelehnte Titel Millennium, der als erste seiner Singleauskopplungen Platz eins in den britischen Charts erreichte. Sein zweites Studioalbum I’ve Been Expecting You kam im Oktober 1998 ebenfalls in Großbritannien auf Anhieb Platz eins der Charts. Im November 1998 erschien die zweite Single No Regrets in Zusammenarbeit mit Neil Tennant von den Pet Shop Boys und Neil Hannon von The Divine Comedy, die wie die dritte Auskopplung Strong auf Platz 4 in Großbritannien kam und Silber-Status erzielen konnte. Mit dem im März 1999 auskoppelten Titel She’s the One, einer Coverversion der Rockband World Party, gelang ihm in dem Jahr ein weiterer Nummer-eins-Hit in den britischen Charts.
Nach den ersten beiden Alben und dem großen Erfolg in Europa folgte der erste in einer Reihe von erfolglosen Versuchen, Robbie Williams in den USA zu etablieren. Die vermeintlich erfolgversprechendsten Songs der beiden ersten LPs wurden zum Album The Ego Has Landed zusammengefasst, eine Anspielung auf den gleichnamigen Kriegsfilm Der Adler ist gelandet aus dem Jahr 1976.
Allerdings stießen Williams’ musikalische Vorstöße in den USA nur auf mäßiges Interesse. Lediglich die Singles Angels und Millennium platzierten sich dort auf hinteren Plätzen in den Hitparaden. Im August 1999 gab er im irischen Slane Castle seine beiden bis dahin größten Konzerte vor jeweils rund 80.000 Zuschauern.

### 2000–2001:Sing When You’re WinningundSwing When You’re Winning
Im Juli 2000 kam Rock DJ, die Lead-Single für Williams’ angekündigtes drittes Studioalbum, heraus und wurde zu seinem dritten Nummer-eins-Hit in den britischen Charts. Das Musikvideo, indem er sich nicht nur seiner Kleider, sondern (per CGI) auch seiner Haut und Muskeln entledigte, sorgte für eine Kontroverse. Die unzensierte Version des Videos wurde auf VIVA und MTV dementsprechend nur am späteren Abend gesendet; auf YouTube wurde das Video als nicht jugendfrei eingestuft.
Ende August 2000 erschien sein drittes Studioalbum Sing When You’re Winning, das es erstmals auch in Deutschland auf Platz eins in den deutschen Albencharts schaffte. Im Oktober 2000 erschien die Singleauskopplung Kids, ein Duett mit Kylie Minogue, das sowohl im August auf Williams’ Album als auch auf Minogues siebten Studioalbum Light Years im September des Jahres veröffentlicht wurde. In dem dazugehörigen Musikvideo verkörpern die beiden Interpreten John Travolta und Olivia Newton-John, eine Reminiszenz an den Musikfilm Grease von 1978. Nach der kommerziell wenig erfolgreichen Singleauskopplung Let Love Be Your Energy im April 2001, veröffentlichte Williams im Juli 2001 die Single Eternity/The Road to Mandalay, die sich nach Rock DJ als zweite Auskopplung im gesamten deutschsprachigen Raum in den Top Ten der offiziellen Singlecharts platzierte und zum vierten Nummer-eins-Hit in den britischen Charts avancierte.
In einer Tourneepause und inspiriert durch seinen Beitrag zum Soundtrack für den Film Bridget Jones – eine Wiederauflage von Richard Rodgers’ Lied Have You Met Miss Jones? – wurde ein komplettes Album mit Swing-Klassikern produziert. Das Album war als Hommage an Williams’ Vorbilder, berühmte Interpreten der Swing-Musik wie Frank Sinatra, Sammy Davis Junior und Dean Martin gedacht und sollte deren Musik auch einer jüngeren Generation nahebringen.
Die Lead-Single Somethin’ Stupid, ein Duett mit Nicole Kidman (im Original ein Duett von Frank Sinatra und seiner Tochter Nancy), entwickelte sich zu einem großen Erfolg, Williams’ viertes Studioalbum Swing When You’re Winning ebenso. Es positionierte sich weltweit an der Spitze der Verkaufslisten – allerdings blieb die erhoffte Resonanz aus den USA komplett aus. Williams erntete Kritikerlob für seine Sinatra-Wiederauflagen und erreichte neben seinen „alten“ Anhängern auch eine neue und ältere Zielgruppe. Im Oktober 2001 gab er ein Konzert in der Londoner Royal Albert Hall, bei dem er die Titel des Swing-Albums sang. Die zugehörige DVD Robbie Williams Live at the Albert ist eine der meistverkauften Musik-DVDs.

### 2002–2003:EscapologyundLive at Knebworth
Nachdem der alte Plattenvertrag ausgelaufen war, schloss Williams einen Plattenvertrag mit EMI über die bis dahin unüberbotene Summe von 80 Millionen Pfund (damals knapp 127 Millionen Euro) ab und sollte im Gegenzug fünf Alben liefern. Escapology ist das letzte Album, das in Zusammenarbeit mit Guy Chambers entstand. Trotz Skepsis einiger Kritiker, die Williams’ Zenit bereits überschritten sahen, setzte es sich, wie auch die erste Single Feel, in vielen Ländern an die Spitze der Hitparaden. Nach Feel folgten mit Come Undone, Something Beautiful und Sexed Up weitere Singleauskopplungen, die vor allem in den britischen Charts erfolgreich waren.
2003 waren Williams’ Konzerte in den größten Konzertarenen und Fußballstadien Europas innerhalb kürzester Zeit ausverkauft. Im August 2003 trat er im Rahmen seiner Welttournee an drei aufeinanderfolgenden Tagen live vor jeweils 125.000 Zuschauern im britischen Knebworth auf. Diese Konzerte wurden später als Live-Album Live Summer 2003 und als DVD unter dem Titel What We Did Last Summer veröffentlicht.

### 2004:Greatest Hitsund BiografieFeel
Bereits vor der 2003er-Tour trennte sich Williams von seinem Co-Autor und Produzenten Guy Chambers. Er begann eine Zusammenarbeit mit Stephen Duffy, Mitbegründer und Mitglied der Band Duran Duran von 1978 bis 1979.
Die Single Radio erschien im Oktober 2004 als eines von zwei neuen Liedern des Greatest-Hits-Albums. Single und Album erreichten europaweit Nummer-eins-Platzierungen. Die zweite Single Misunderstood, ebenfalls in Zusammenarbeit mit Stephen Duffy entstanden, erschien auch auf dem Soundtrack des zweiten Bridget-Jones-Films.
Parallel zum Greatest Hits-Album erschien die Biografie Feel in Anlehnung an seinen gleichnamigen Erfolgstitel von 2002. Der Autor des Buches, Chris Heath, dokumentierte Williams’ Arbeits- und Privatleben über zwei Jahre hinweg. Dabei wurden unter anderem dessen Drogensucht, seine Ängste und Depressionen thematisiert. Als einflussreichster Künstler der 1990er Jahre („most influential artist of the 90s“) wurde er in die „UK Music Hall of Fame“ aufgenommen.

### 2005–2006:Intensive CareundRudebox

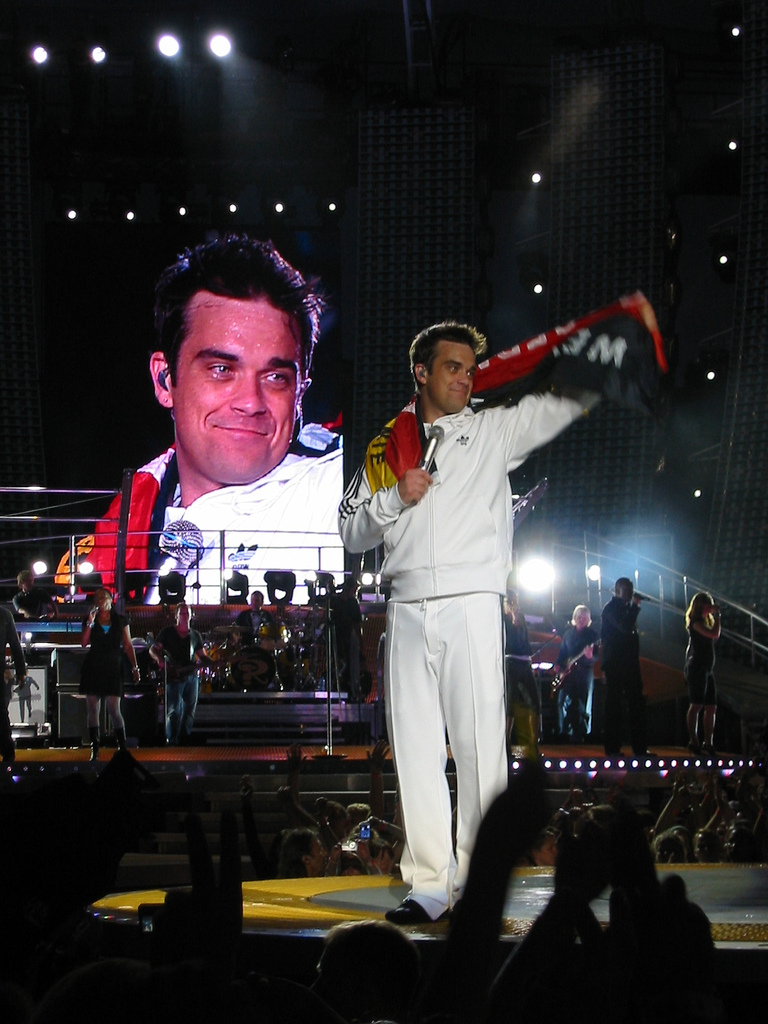
Williams (2006)

Im Juli 2005 trat Williams im Rahmen des Live-8-Konzertes im Londoner Hyde Park auf. Er sang die Lieder We Will Rock You (Queen), Let Me Entertain You, Feel und Angels.
Das Album Intensive Care, veröffentlicht im Oktober 2005, das im Berliner Velodrom vor ausverkaufter Halle vorgestellt wurde, setzte die musikalische Entwicklung, die mit Radio und der Zusammenarbeit mit Stephen Duffy begonnen hatte, fort. Erstmals spielte Williams für einige Stücke selbst Gitarre, Bass und Synthesizer ein. Tripping, die erste aus dem Album ausgekoppelte Single, wurde sein erster Nummer-1-Erfolg in Deutschland. Im Herbst 2005 begann der Ticket-Vorverkauf für die kommende Welt-Tournee. Innerhalb eines Tages wurden 1,6 Millionen Tickets verkauft – ein Weltrekord, der 2006 im Guinness-Buch der Rekorde Aufnahme fand.
Auf seiner Website wurde das „Inner Sanctum“ eingerichtet – ein kostenpflichtiger Bereich, in dem Mitglieder Zugang zu zusätzlichem Videomaterial, Williams’ Blog und weiteren Angeboten bekamen. Seine bislang größte weltweite Tournee startete im April 2006 in Südafrika und setzte sich in Europa, Lateinamerika und Australien fort. Die geplanten Konzerte in Asien musste Williams aus gesundheitlichen Gründen absagen.
Die Deutschland-Auftritte der Welttournee 2006 wurden von den wichtigsten deutschsprachigen Presseagenturen boykottiert: dpa, AP, AFP und ddp berichteten weder in Bild noch in Text über die Konzerte. Grund waren Forderungen von Williams’ Management, Williams sei nur noch zu bestimmten Zeiten und aus bestimmten festgelegten Winkeln abzulichten und die Rechte am Bildmaterial an die Künstlervertretung abzutreten. SWR3 schloss sich dem Boykott an und verzichtete auf die geplante Übertragung zweier Konzerte vom Hockenheimring.
Im September 2006 erschien die Single Rudebox, im Oktober das gleichnamige Album. Das Album ist fast ausschließlich im Dance/Electro-Stil gehalten. Williams versucht sich am Sprechgesang, arbeitet seine Jugend im England der 1980er Jahre (The 80s) sowie seine Zeit bei Take That (The 90s) auf, stellenweise wirkt das Album satirisch (Good Doctor, Dickhead). Viele Fans reagierten verschreckt. In Fachkreisen erhielt das Album zwar auch gute Kritiken, für die Single Rudebox gewann er den Ivor Novello Award für Best Songwriting. Im allgemeinen Tenor und vom Großteil der Presse wurden Single und Album jedoch verrissen. Das Album erreichte zwar in der ersten Woche, genauso wie die gleichnamige Single, in einigen Ländern Platz 1 der Charts, fiel aber schnell wieder ab. Trotz Zusammenarbeit mit den Pet Shop Boys, Mark Ronson, William Orbit und Lily Allen verkaufte es sich im Vergleich zu Williams’ vorherigen Alben eher schlecht.

### 2007–2009: Auszeit undReality Killed the Video Star

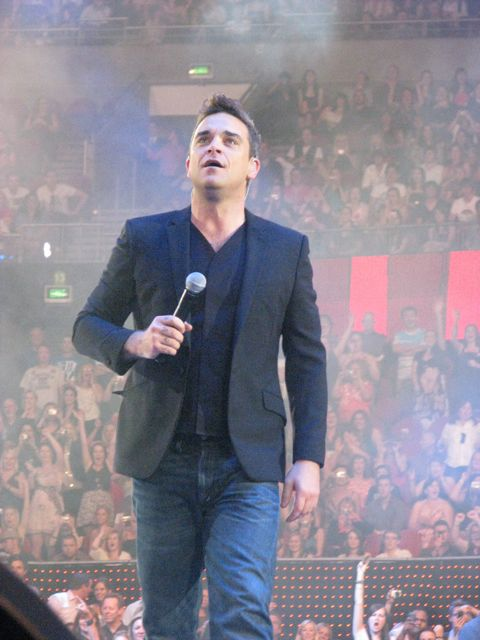
Williams (2009)

Williams nahm eine Auszeit von seiner Karriere. In der Presse war er Anfang 2007 durch seine Suchtprobleme, später durch angebliche UFO-Sichtungen und unvorteilhafte Paparazzi-Fotos präsent, hielt sich im Allgemeinen aber aus der Öffentlichkeit zurück. In seinem noch immer kostenpflichtigen Blog veröffentlichte er die Songs Break America und In and Out of Love.
Nach einer fast dreijährigen Pause wurde im August 2009 auf Williams’ Website die Veröffentlichung seines neuen Albums Reality Killed the Video Star für November angekündigt. Die erste Single Bodies war seit September als Download erhältlich; das Album folgte im Oktober 2009. Auf dem von Trevor Horn produzierten Album findet sich auch der Song Blasphemy, ein „Überbleibsel“ aus der Zusammenarbeit mit Guy Chambers.
Im August 2009 wurde Williams zum MTV Greatest Superstar gekürt. Im Oktober gab er ein Konzert in London, das in 20 Ländern in 200 Kinos, davon 37 in Deutschland, übertragen wurde. Weitere Singleauskopplungen waren You Know Me und Morning Sun. Im Oktober gab Williams ein kostenloses Konzert vor der Max-Schmeling-Halle in Berlin. Ungefähr 7000 Fans bekamen Zutritt zu dem einen Tag zuvor angekündigten Auftritt, bei dem er sieben Lieder sang. Im Februar 2010 wurde er bei den Brit Awards in London mit dem „Outstanding Contribution to Music Award“ ausgezeichnet. Mit Reality Killed the Video Star endete Williams’ Verpflichtung gegenüber EMI.

### 2010: Wiedervereinigung mit Take That undIn and Out of Consciousness
2010 nahm Williams zusammen mit den restlichen vier Take-That-Mitgliedern das Album Progress auf. 2011 ging die Gruppe in Originalbesetzung auf eine Stadiontournee durch Europa. Im Rahmen des Konzertprogrammes stand Williams für seine Lieder Let Me Entertain You, Rock DJ, Come Undone, Feel und Angels allein auf der Bühne.
Im Juni 2010 kündigte Williams auf seiner Website für Oktober 2010 das Erscheinen eines zweiten Greatest-Hits-Kompilationsalbums mit dem Titel In and Out of Consciousness – The Greatest Hits 1990–2010 an. Auf zwei CDs enthält das Werk insgesamt 39 der größten Hits des Sängers aus seiner bis dahin zwanzigjährigen Karriere. Zudem wurde vorab verkündet, dass die erste Single-Auskopplung zusammen mit Gary Barlow geschrieben, produziert und eingesungen sei. Barlow hatte in den 1990er Jahren die führende Rolle bei Take That. Die Rivalität der beiden Musiker war über ein Jahrzehnt hinweg in den Medien breitgetreten worden, bevor sich die beiden Männer einander wieder annäherten und sich Williams 2009 der Band wieder anschloss.
Öffentliches Zeichen der Versöhnung wurde neben gemeinsamen Auftritten die Single Shame, in der sie ihre jeweilige Sichtweise auf die vergangenen Erlebnisse schildern und gemeinsam nach vorne blicken. Ein zugehöriges Musikvideo wurde im Stil von Brokeback Mountain gedreht und auf YouTube veröffentlicht. Die Single erschien im Oktober 2010 und kündigte zugleich das Take-That-Album Progress an, Williams’ erste Studiozusammenarbeit mit der Band seit deren erfolgreicher Wiedervereinigung im Jahr 2005.

### 2011–2012: Gründung ModelabelFarrellundTake the Crown

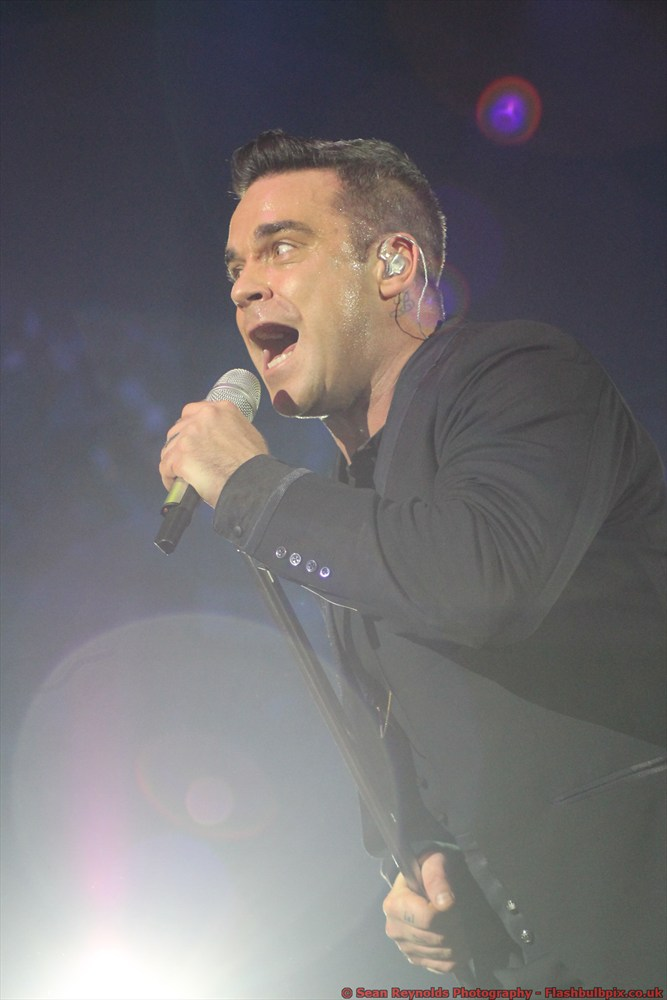
Williams (2012)

2011 gründete Williams das Label für Herrenmode Farrell, das er nach seinem Großvater Jack Farrell benannte. Es musste im Oktober 2013 Insolvenz anmelden. Ein im August 2013 geöffnetes temporäres Geschäft in London wurde schon nach sechs Wochen statt sechs Monaten abgewickelt.
Seit Juni 2011 arbeitete Williams, unter anderem zusammen mit Gary Barlow, an seinem neunten Album Take the Crown, das im November 2012 veröffentlicht wurde. Im Oktober 2011 wurde bekanntgegeben, dass er bei Universal unter Vertrag stehe.
Die erste Singleauskopplung aus dem Album, Candy, wurde im September 2012 veröffentlicht. Im Oktober trat Williams in der ausverkauften Londoner O2-Arena auf. Im Februar 2013 veröffentlichte er auf seiner Internetseite den Song The Brits 2013, der zusammen mit Guy Chambers geschrieben und aufgenommen wurde.

### 2013:Swings Both Ways
Im November 2013 erschien Williams zehntes Studioalbum Swings Both Ways. Dieses ist sein zweites Swing-Album nach Swing When You’re Winning aus dem Jahr 2001. Auf dem Album sind Kooperationen mit Michael Bublé, Olly Murs, Rufus Wainwright, Lily Allen und Kelly Clarkson zu hören. Go Gentle war die erste Singleauskopplung aus dem Album. Am 14. November 2013 übernahm Williams die musikalische Eröffnung der Bambi-Verleihung in Berlin. Später wurde er in der Kategorie Entertainment selbst ausgezeichnet. Ebenfalls im November 2013 gab er ein Konzert im Londoner Palladium-Theater, bei dem er neue und alte Swing-Songs spielte. Das Konzert wurde im Dezember 2013 auf DVD veröffentlicht. Im Dezember 2014 erschien auf seiner Website das Album Under the Radar Volume 1, das Demos, B-Seiten und Raritäten enthält. Die Lieder stammen aus den Jahren 1997 bis 2013.

### 2016–2022:The Heavy Entertainment ShowundXXV

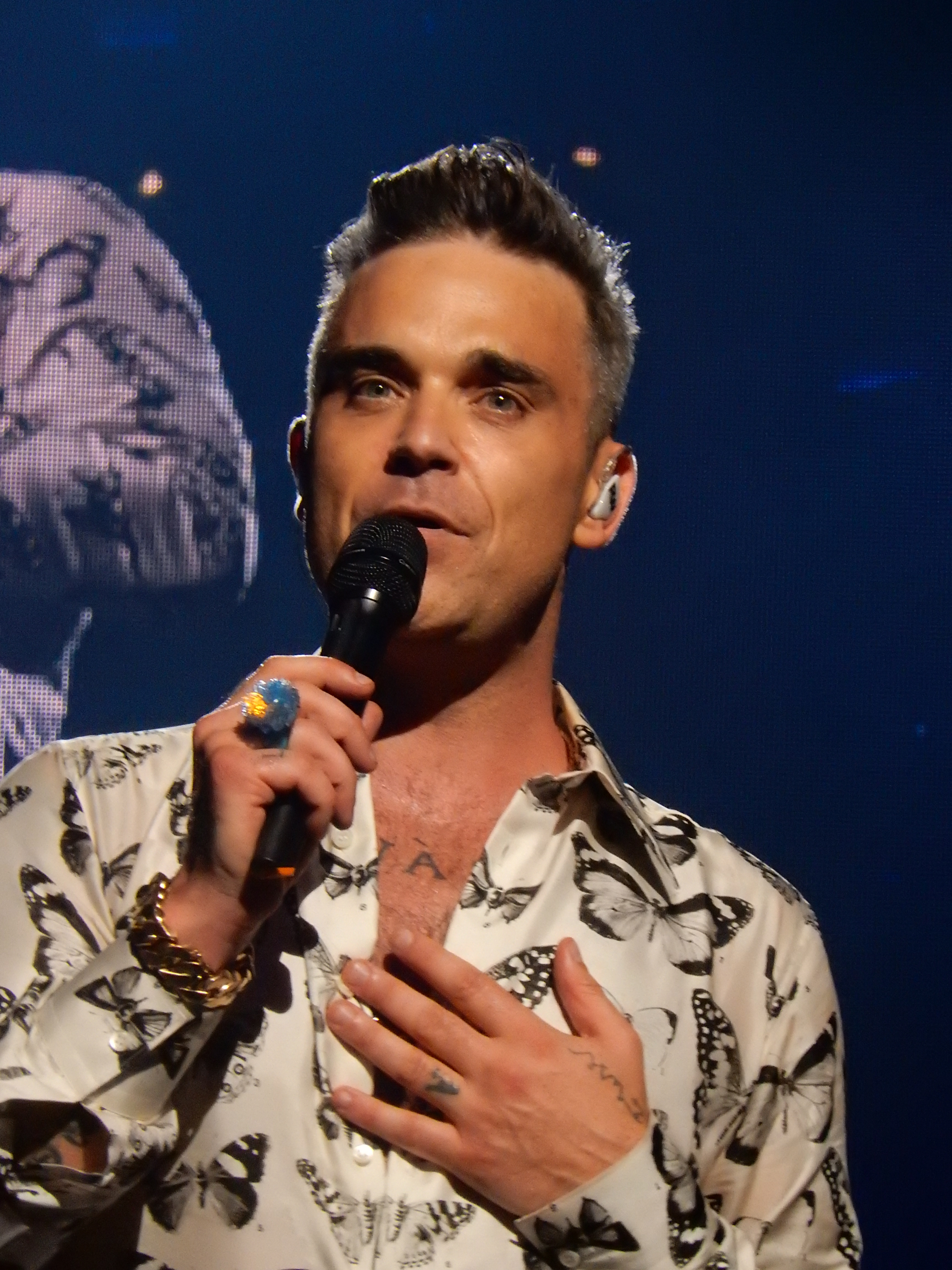
Robbie Williams (2016)

Im November 2016 erschien mit The Heavy Entertainment Show Williams’ elftes Studioalbum. Erste Single wurde Party Like a Russian, stärkere Resonanz fand jedoch die zweite Auskopplung Love My Life, nach Go Gentle (Swings Both Ways) ein weiteres Liebeslied an seine Kinder. Eine Tournee folgte zu Beginn des Jahres 2017.
Das Album Under the Radar Volume 2, das wieder Demos, B-Seiten und Raritäten enthält, wurde im November 2017 veröffentlicht. Im Februar 2019 erschien Under the Radar Volume 3 auf seiner Website. Dafür wurde im Vorfeld die Single I Just Want People to Like Me veröffentlicht.
Im Juni 2022 kündigte Williams für den 9. September 2022 ein neues Studioalbum an, das unter dem Titel XXV erschien. Darauf wurden seine Songs in orchestralen Versionen eingespielt. Bereits am 7. Juni war sein erster Erfolgstitel Angels von 1997 in der XXV-Version als Promo-Single veröffentlicht worden.

### 2024:Better Man
Im Jahr 2024 inszenierte Regisseur Michael Gracey die Filmbiografie Better Man – Die Robbie Williams Story mit Williams in der Hauptrolle. Ein Jahr später wurde der Sänger für seine Mitarbeit an dem Filmsong Forbidden Road gemeinsam mit Freddy Wexler und Sacha Skarbek für den Golden Globe Award 2025 nominiert.
Mit seinem 15. Nummer-1-Soloalbum in den britischen Album-Charts egalisierte er den Rekord der Beatles.

## Comic-Kunst
Nachdem Williams sich mit Beginn der COVID-19-Pandemie zunächst mit der Malerei großformatiger Bilder beschäftigt hatte, begann er später, Comics zu zeichnen. Vom 8. März bis 13. Januar 2025 zeigt das Moco Museum in Amsterdam diese Werke unter dem Titel Pride and Self-Prejudice (Stolz und Selbstvorurteile).

## Liste der Tourneen
- 1997: Show Off Must Go On Tour
- 1998: The Ego Has Landed Tour
- 1998–99: One More for the Rogue Tour
- 1999: 1999 Tour (Man, The Myth, The Tax Bill [a.k.a. Born To Be Mild], A Few Dollars More..., Get Your Coat Baby, You’ve Pulled!)
- 2000–01: The Sermon on the Mount Tour
- 2001: Weddings, Barmitzvahs & Stadiums Tour
- 2003: 2003 Tour (Weekends of Mass Distraction, Cock of Justice, Aussie Typo)
- 2006: Close Encounters Tour
- 2013: Take the Crown Stadium Tour
- 2014: Swings Both Ways Live
- 2015: Let Me Entertain You Tour
- 2017–18: The Heavy Entertainment Show Tour
- 2022–23: XXV Tour

## Diskografie
Studioalben

| Jahr | Titel Musiklabel                                                              | Höchstplatzierung, Gesamtwochen, AuszeichnungChartplatzierungen (Jahr, Titel, Musiklabel, Platzierungen, Wochen, Auszeichnungen, Anmerkungen) | Höchstplatzierung, Gesamtwochen, AuszeichnungChartplatzierungen (Jahr, Titel, Musiklabel, Platzierungen, Wochen, Auszeichnungen, Anmerkungen) | Höchstplatzierung, Gesamtwochen, AuszeichnungChartplatzierungen (Jahr, Titel, Musiklabel, Platzierungen, Wochen, Auszeichnungen, Anmerkungen) | Höchstplatzierung, Gesamtwochen, AuszeichnungChartplatzierungen (Jahr, Titel, Musiklabel, Platzierungen, Wochen, Auszeichnungen, Anmerkungen) | Höchstplatzierung, Gesamtwochen, AuszeichnungChartplatzierungen (Jahr, Titel, Musiklabel, Platzierungen, Wochen, Auszeichnungen, Anmerkungen) | Anmerkungen                                                    |
| Jahr | Titel Musiklabel                                                              | DE | AT | CH | UK | US | Anmerkungen                                                    |
| ---- | ----------------------------------------------------------------------------- | --- | --- | --- | --- | --- | -------------------------------------------------------------- |
| 1997 | Life Thru a Lens Chrysalis, EMI                                               | DE42 Gold · (14 Wo.)DE | AT33 (6 Wo.)AT | CH39 Gold · (1 Wo.)CH | UK1 ×8Achtfachplatin · (147 Wo.)UK | — | Erstveröffentlichung: 29. September 1997 Verkäufe: + 3.330.000 |
| 1998 | I’ve Been Expecting You Chrysalis, EMI                                        | DE16 Gold · (44 Wo.)DE | AT24 (9 Wo.)AT | CH19 Platin · (31 Wo.)CH | UK1 ×10Zehnfachplatin · (133 Wo.)UK | — | Erstveröffentlichung: 26. Oktober 1998 Verkäufe: + 4.115.000   |
| 2000 | Sing When You’re Winning Chrysalis, EMI                                       | DE1 ×3Dreifachgold · (105 Wo.)DE | AT4 Gold · (47 Wo.)AT | CH2 Gold · (62 Wo.)CH | UK1 ×8Achtfachplatin · (77 Wo.)UK | US110 (4 Wo.)US | Erstveröffentlichung: 25. August 2000 Verkäufe: + 4.648.000    |
| 2001 | Swing When You’re Winning Chrysalis, EMI                                      | DE1 ×5Fünffachplatin · (82 Wo.)DE | AT1 ×4Vierfachplatin · (49 Wo.)AT | CH1 Platin · (29 Wo.)CH | UK1 ×8Achtfachplatin · (85 Wo.)UK | — | Erstveröffentlichung: 19. November 2001 Verkäufe: + 6.570.000  |
| 2002 | Escapology Chrysalis, EMI                                                     | DE1 ×4Vierfachplatin · (68 Wo.)DE | AT1 ×4Vierfachplatin · (71 Wo.)AT | CH1 ×5Fünffachplatin · (72 Wo.)CH | UK1 ×7Siebenfachplatin · (53 Wo.)UK | US43 (7 Wo.)US | Erstveröffentlichung: 18. November 2002 Verkäufe: + 7.000.000  |
| 2005 | Intensive Care Chrysalis, EMI                                                 | DE1 ×11Elffachgold · (48 Wo.)DE | AT1 ×3Dreifachplatin · (46 Wo.)AT | CH1 ×3Dreifachplatin · (48 Wo.)CH | UK1 ×5Fünffachplatin · (29 Wo.)UK | — | Erstveröffentlichung: 24. Oktober 2005 Verkäufe: + 6.532.000   |
| 2006 | Rudebox Chrysalis, EMI                                                        | DE1 ×3Dreifachplatin · (29 Wo.)DE | AT1 ×2Doppelplatin · (21 Wo.)AT | CH1 ×4Vierfachplatin · (24 Wo.)CH | UK1 ×2Doppelplatin · (14 Wo.)UK | — | Erstveröffentlichung: 23. Oktober 2006 Verkäufe: + 2.335.000   |
| 2009 | Reality Killed the Video Star Virgin                                          | DE1 ×2Doppelplatin · (27 Wo.)DE | AT1 Platin · (21 Wo.)AT | CH1 Platin · (22 Wo.)CH | UK2 ×3Dreifachplatin · (24 Wo.)UK | US160 (1 Wo.)US | Erstveröffentlichung: 9. November 2009 Verkäufe: + 1.902.954   |
| 2012 | Take the Crown Island, Universal                                              | DE1 Platin · (21 Wo.)DE | AT1 Platin · (15 Wo.)AT | CH1 Gold · (17 Wo.)CH | UK1 Platin · (26 Wo.)UK | — | Erstveröffentlichung: 2. November 2012 Verkäufe: + 1.200.000   |
| 2013 | Swings Both Ways Island, Universal                                            | DE1 ×5Fünffachgold · (31 Wo.)DE | AT1 ×4Vierfachplatin · (34 Wo.)AT | CH1 Platin · (23 Wo.)CH | UK1 ×2Doppelplatin · (27 Wo.)UK | — | Erstveröffentlichung: 15. November 2013 Verkäufe: + 1.348.000  |
| 2016 | The Heavy Entertainment Show Robert Williams, Farrell Music Limited, Columbia | DE2 Gold · (20 Wo.)DE | AT3 Gold · (21 Wo.)AT | CH1 Gold · (23 Wo.)CH | UK1 Platin · (23 Wo.)UK | — | Erstveröffentlichung: 4. November 2016 Verkäufe: + 497.500     |
| 2022 | XXV Columbia                                                                  | DE3 (17 Wo.)DE | AT3 (11 Wo.)AT | CH4 (11 Wo.)CH | UK1 Silber · (7 Wo.)UK | — | Erstveröffentlichung: 9. September 2022 Verkäufe: + 60.000     |

## Auszeichnungen
- 1996
  - Smash Hits Awards (Großbritannien): Witzigste Person der Welt
  - TV Hits Poll (Großbritannien): Witzigste Person

- 1997
  - The Sun Newspaper (Großbritannien): Best Male Singer

- 1998
  - Nordorff Robbins Silver Clef Awards (Großbritannien): Bester Newcomer
  - The London Awards (Großbritannien): Bester Sänger
  - TMF Awards (Niederlande): Bester Sänger
  - The Sun Newspaper (Großbritannien): Bestes Album (I’ve Been Expecting You) Bester Live-Auftritt, Bester Sänger
  - Hit Radio FM 99.7 Music Award (Hongkong): Bester internationaler Sänger
  - Maaraiv Lanoar and Channel 1 Award (Israel): Beste Single eines männlichen Künstlers
  - Cable YMC Award (Hongkong): Bester internationaler Künstler
  - GQ (Großbritannien): Solokünstler des Jahres
  - Musikexpress (Deutschland): Bester Solokünstler
  - Smash Hits Awards (Großbritannien): Bester männlicher Solo-Star
  - Sky Magazine (Großbritannien): Action Man des Jahres
  - BRIT Awards (Großbritannien): Bester Solokünstler
  - MTV Europe Music Awards: Bester männlicher Solokünstler

- 1999
  - The 12th Headlines Readers Poll Awards (Hongkong): Bester Künstler, Bestes Lied (Millennium), Bestes Album (I’ve Been Expecting You), Bestes Video (Millennium)
  - Smash Hits Awards (Großbritannien): Bester männlicher Solo-Star
  - Melody Maker’s Readers’ Poll (Großbritannien): Bester Solosänger, Spinner des Jahres
  - Top of the Pops (Großbritannien): Bester Solokünstler
  - New Musical Express Premier Awards (Großbritannien): Bester Solokünstler
  - BRIT Awards (Großbritannien): Bester britischer Solokünstler, Beste britische Single (Angels), Bestes britisches Video (Millennium)
  - Ivor Novello Awards (Großbritannien): Meistgespielter Song (Angels; R. W. und Guy Chambers), Songwriter des Jahres (Angels)
  - Company Magazine (Großbritannien): Sexiester Mann des Planeten
  - Cosmopolitan Magazine (Großbritannien): Sexiester Mann von allen
  - Playstation Magazine (Großbritannien): Populärste Ikone des 20. Jahrhunderts

- 2000
  - BRIT Awards (Großbritannien): Beste britische Single, Bestes britisches Video (beides She’s the One)
  - Capital Radio Awards (Großbritannien): Bester Solokünstler, Beste britische Single, Bestes britisches Video (beides She’s the One)
  - Ivor Novello Awards (Großbritannien): Musikalisch und textliches bestes Lied (Strong; R. W. und Guy Chambers)
  - Company Magazine (Großbritannien): Sexiester Mann des Planeten
  - Q Awards (Großbritannien): Bester Song-Schreiber
  - MTV Europe Music Awards (Großbritannien): Bestes Lied (Rock DJ)

- 2001
  - BRIT Awards (Großbritannien): Bester Solokünstler, Beste britische Single, Bestes britisches Video (beides Rock DJ)
  - Capital Awards (Großbritannien): Bestes Album (Sing When You’re Winning)
  - Company Magazine (Großbritannien): Sexiester Mann des Planeten
  - GQ Awards (Großbritannien): Bester Solokünstler
  - MTV Music Awards: Beste Spezialeffekte (Rock DJ)

- - MTV Europe Music Awards: Bester Künstler

- 2002
  - BRIT Awards (Großbritannien): Bester Künstler
  - Echo (Deutschland): Bester internationaler Künstler
  - Bravo Otto gold (Deutschland): Supersänger
  - Edison Award (Niederlande): Bester internationaler Künstler (Swing When You’re Winning)
  - Amadeus Austrian Music Award: Bestes Album des Jahres international (Swing When You’re Winning)

- 2003
  - NRJ Radio Awards (Schweden): Bester internationaler Künstler, Bester Popsong (Feel)
  - MTV Asia Awards (Singapur): Bevorzugter Künstler
  - Echo (Deutschland): Bester internationaler Künstler
  - BRIT Awards (Großbritannien): Bester britischer Solokünstler
  - TMF Awards (Niederlande): Bester Künstler, Bester Videoclip, Beste Single (beides Feel)
  - Amadeus Music Awards (Österreich): Bester internationaler Künstler des Jahres
  - Lycra British Style Awards (Großbritannien): Elegantester Künstler
  - Q Awards (Großbritannien): Bester Liveauftritt
  - Edison Award (Niederlande): Bester internationaler Künstler (Escapology)

- 2004
  - Echo (Deutschland): Bester internationaler Künstler
  - TMF Awards (Niederlande): Bester internationaler Künstler
  - Nordic Music Award (Norwegen): Sonderauszeichnung für die Ehre, einer der meistverkaufenden Künstler in Dänemark, Schweden und Norwegen zu sein
  - Music Hall of Fame (Großbritannien): Auszeichnung für Induction for 1990s
  - Edison Award (Niederlande): Bester internationaler Künstler (Live at Knebworth)

- 2005
  - Echo (Deutschland): Bester internationaler Künstler
  - BRIT Awards (Großbritannien): Beste Single der letzten 25 Jahre (Angels)
  - MTV Europe Music Awards: Bester männlicher Solokünstler
  - OYE! Award (Mexiko): Bester englischsprachiger Song (Radio)

- 2006
  - Energy Music Awards (Frankreich): Best Male Act
  - DIVA Award: Deutscher Musikpreis
  - Echo (Deutschland): Bester internationaler Künstler
  - Bravo Otto silber (Deutschland): Supersänger
  - MTV Latin Awards: Bester internationaler Sänger
  - NRJ Music Awards: Bester internationaler Künstler

- 2007
  - Echo (Deutschland): Bester internationaler Künstler
  - Oye! Award (Mexiko): Bester englischsprachiger Song (Rudebox)

- 2010
  - BRIT Awards (Großbritannien): Outstanding contribution to music Award[57]
  - NRJ Music Awards: Bester internationaler Künstler[58]
  - Echo (Deutschland): Bester internationaler Künstler
  - red! Star-Award: Paar des Jahres

- 2013
  - Echo (Deutschland): Künstler Rock/Pop International
  - Bambi (Deutschland): Entertainment

- 2014
  - Echo (Deutschland): Künstler Rock/Pop International

- 2016
  - Bambi (Deutschland): Musik – International

- 2024
  - Bambi (Deutschland) in der Kategorie Entertainment[59]

Auszeichnungen für Musikverkäufe